# ВИЗ (район)
ВИЗ или Ви́зовский — жилой район в Верх-Исетском административном районе Екатеринбурга.

## История

### Верх-Исетский посёлок
До революции 1917 года назывался посёлком Верх-Исетского завода (также Верх-Исетск, село Верх-Исетское, Верх-Исетский завод). Застройка посёлка делилась примерно на две равные части: правобережную и левобережную. Правобережная располагалась вдоль правого берега Верх-Исетского пруда (современный ВИЗ). Левобережная часть к 1917 году занимала территории современных микрорайонов «Заречный» и юго-восточной части «Новой Сортировки» (севернее Транссибирской магистрали), а также всю территорию на месте современных заводских корпусов на левом берегу пруда.
От западной границы Екатеринбурга Верх-Исетский посёлок отделял менее чем километровый пустырь, по которому к посёлку шёл Верх-Исетский бульвар. Единственным зданием бульвара в XIX веке была Верх-Исетская больница, а к началу нового XX века на бульваре появился ипподром. Несмотря на близость к городу и теснейшую экономическую связь с ним, административно посёлок являлся самостоятельным населённым пунктом.

### ВИЗ в советскую эпоху
В 1927 году посёлок, имевший уже более 20 тысяч жителей, был включён в состав Свердловска (Екатеринбурга).
В 1960-х — 1970-х годах район ВИЗа был реконструирован и на месте малоэтажной застройки были построены кварталы многоэтажных жилых домов преимущественно типовых панельных серий.

### Постсоветский период
В конце 1980-х годов на территории остающихся малоэтажных кварталов («частного сектора») ВИЗа было начато строительство нового жилого района «ВИЗ-Правобережный» (на территории к западу от улицы Рабочих), однако до начала 2010-х годов было построено всего несколько жилых домов и выделение из территории ВИЗа нового жилого района фактически не состоялось.
Современный жилой район ВИЗ (Визовский) занимает 1/6 часть общих земель Верх-Исетского района и около 1/3 его современной застройки.

## Население
Согласно подворной переписи 1887 года население села состояло из 6727 жителей (3275 мужчин и 3452 женщины, без учёта разночинцев), проживавших в 1564 дворах. Грамотными были только 728 мужчин и 233 женщины, учащихся — 102.
Долговременная динамика численности населения:
| 2350 | 7855 | 8313 | 6727 (1564) | 12 803 | 13 292 (1912) | 16 820 (1905) | 12 310 (3202) | 20 545 | 20 581 | 32 443 |

## Спорт
- ВИЗ-Синара — мини-футбольный клуб из г. Екатеринбурга.